# Церковь Святой Елисаветы (Дмитров)
Церковь святой Елисаветы — приходской православный храм в городе Дмитрове Московской области. Относится к Дмитровскому благочинию Сергиево-Посадской епархии Русской православной церкви.
Здание церкви является объектом культурного наследия и находится под охраной государства. В настоящее время храм действует, ведутся богослужения.

## История храма

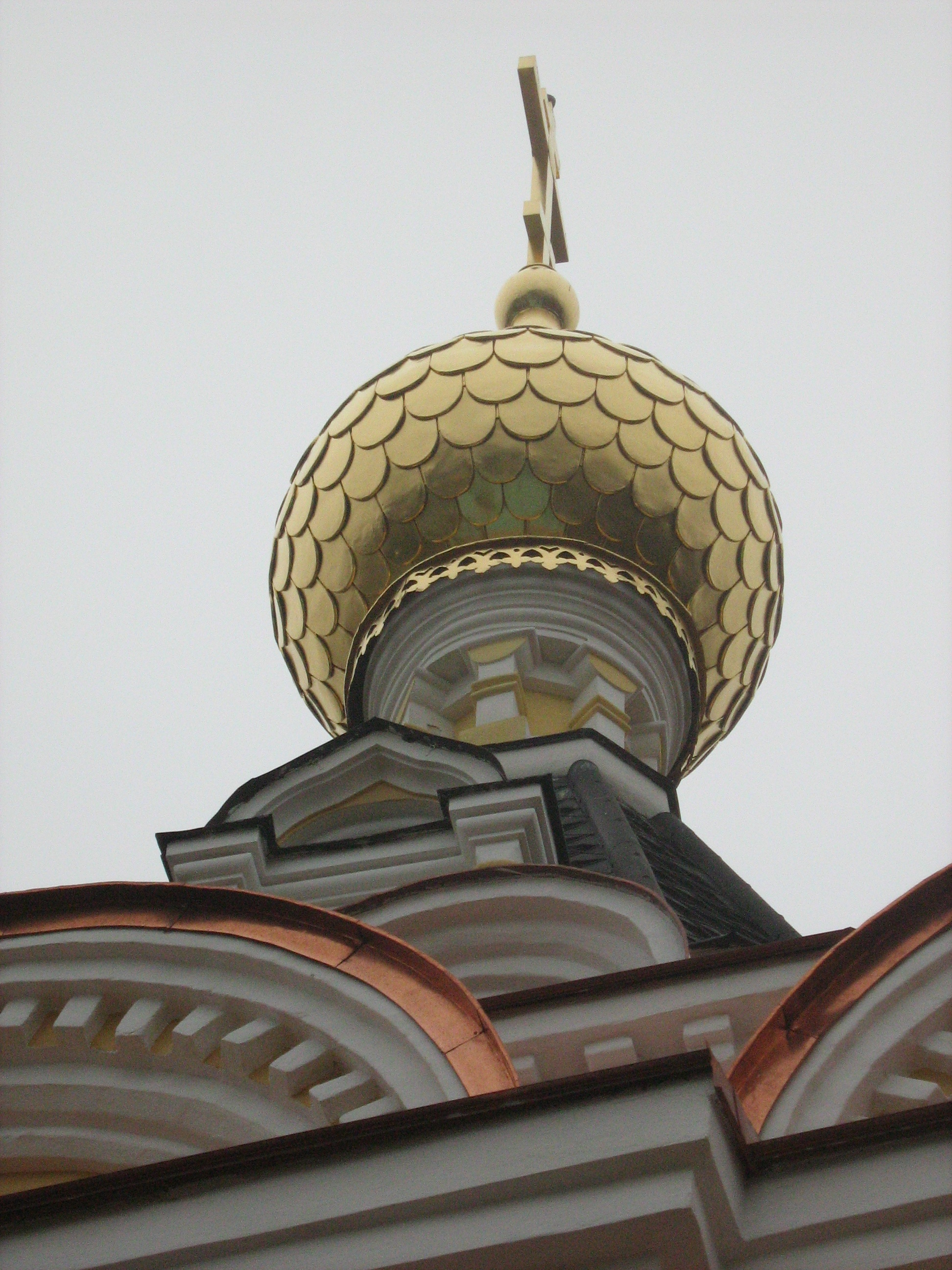
Маковка церкви

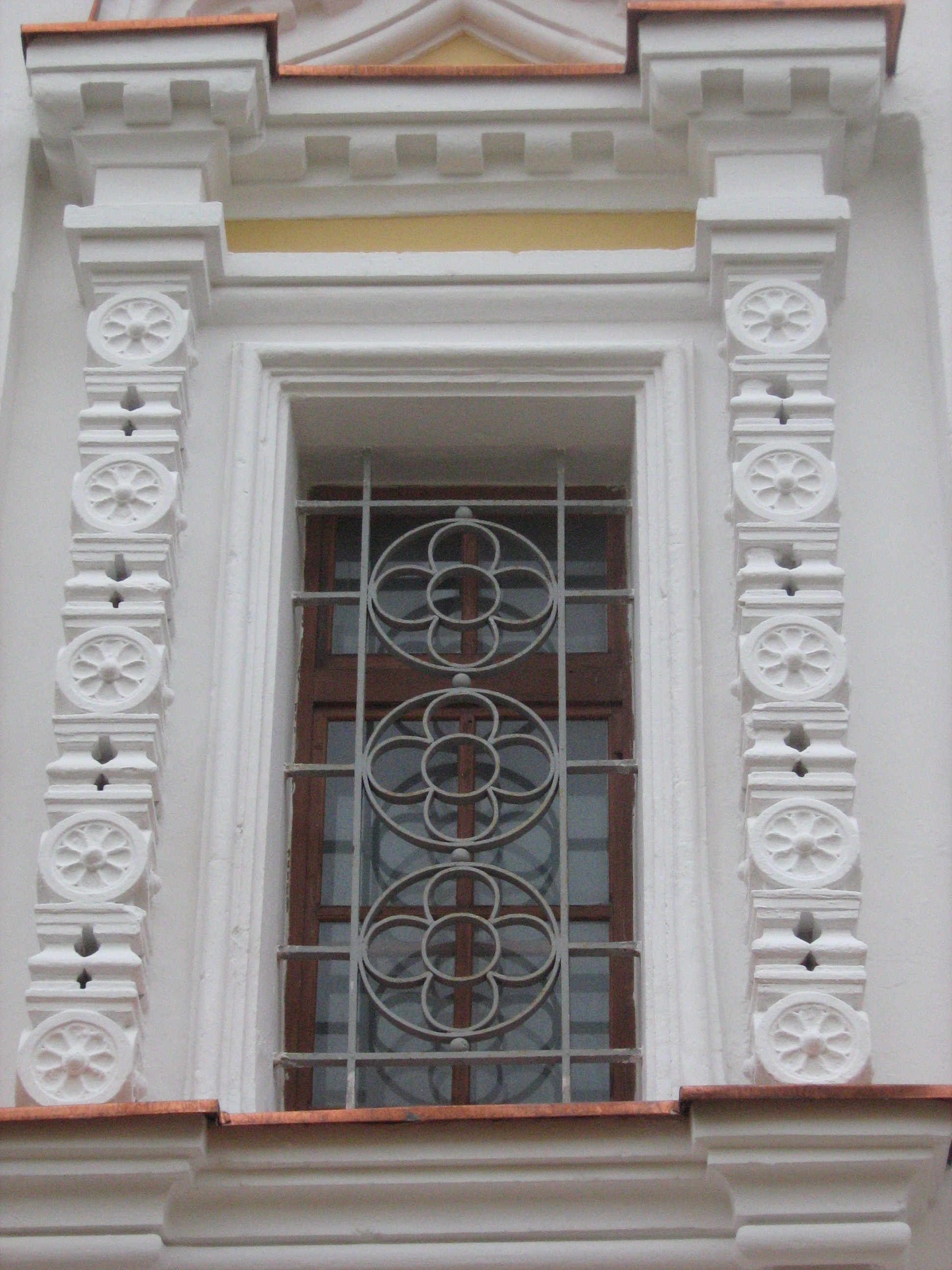
Окно храма

Здание храма разместилось на северной границе административного комплекса Дмитровского кремля.
С 1810 по 1830 годы на территории Дмитровского кремля проходила постройка комплекса сооружений и зданий уездной тюрьмы, конфигурация которых определялась как замкнутый квадрат.
Внутри такого квадрата в 1898 году был возведён храм на средства вдовы владельца покровской мануфактуры Елизаветы Семёновны Ляминой (урождённой Лепешкиной), по проекту московского архитектора С. К. Родионова. По идее храмосоздателей, Елизаветинская церковь предназначалась «для духовного окормления заключённых уездной тюрьмы». Внутри храм оштукатурен и окрашен маслом.
26 сентября 1898 года церковь была освящена в честь небесной покровительницы Елизаветы Семёновны святой праведной Елисаветы. Чин освещения провёл митрополит Московский Владимир (Богоявленский).
В 1925 году тюремная церковь была закрыта, а помещения приспособлены под клуб. Позднее здесь расположился склад торга, что привело к полной потере и утрате уникального интерьера.
В 1998 году было принято решение вернуть храм Русской Православной Церкви. Начались реставрационные и ремонтные работы. 18 сентября 2003 года в церкви прошло за много лет первое богослужение. 6 ноября 2016 года митрополит Крутицкий и Коломенский Ювеналий (Поярков) провёл чин великого освящения храма святой праведной Елисаветы.
Храм сохранился до наших дней и является памятником архитектуры, действующим.

## Архитектура
Здание однопрестольного храма кирпичное русского стиля со звонницей, крыто двумя шатрами. Декор сооружения представляет собой пышное узорочье в русском стиле. На уровне второго яруса строения в интерьере и вдоль стен размещался балкон для хора со входом на паперть. Решётки заменяют металлические узорные кованые рамы.